# Ашберн (Мисури)
Ашберн (енгл. Ashburn) град је у америчкој савезној држави Мисури.

## Демографија
По попису из 2010. године број становника је 52, што је 1 (2,0%) становника више него 2000. године.
| Група             | 2000.       | 2010.       |
| Белци             | 51 (100,0%) | 52 (100,0%) |
| Афроамериканци    | 0 (0,0%)    | 0 (0,0%)    |
| Азијати           | 0 (0,0%)    | 0 (0,0%)    |
| Хиспаноамериканци | 0 (0,0%)    | 0 (0,0%)    |
| Укупно            | 51          | 52          |